# Michotamia aurata
Michotamia aurata là một loài ruồi trong họ Asilidae. Michotamia aurata được Fabricius miêu tả năm 1794.

## Hình ảnh

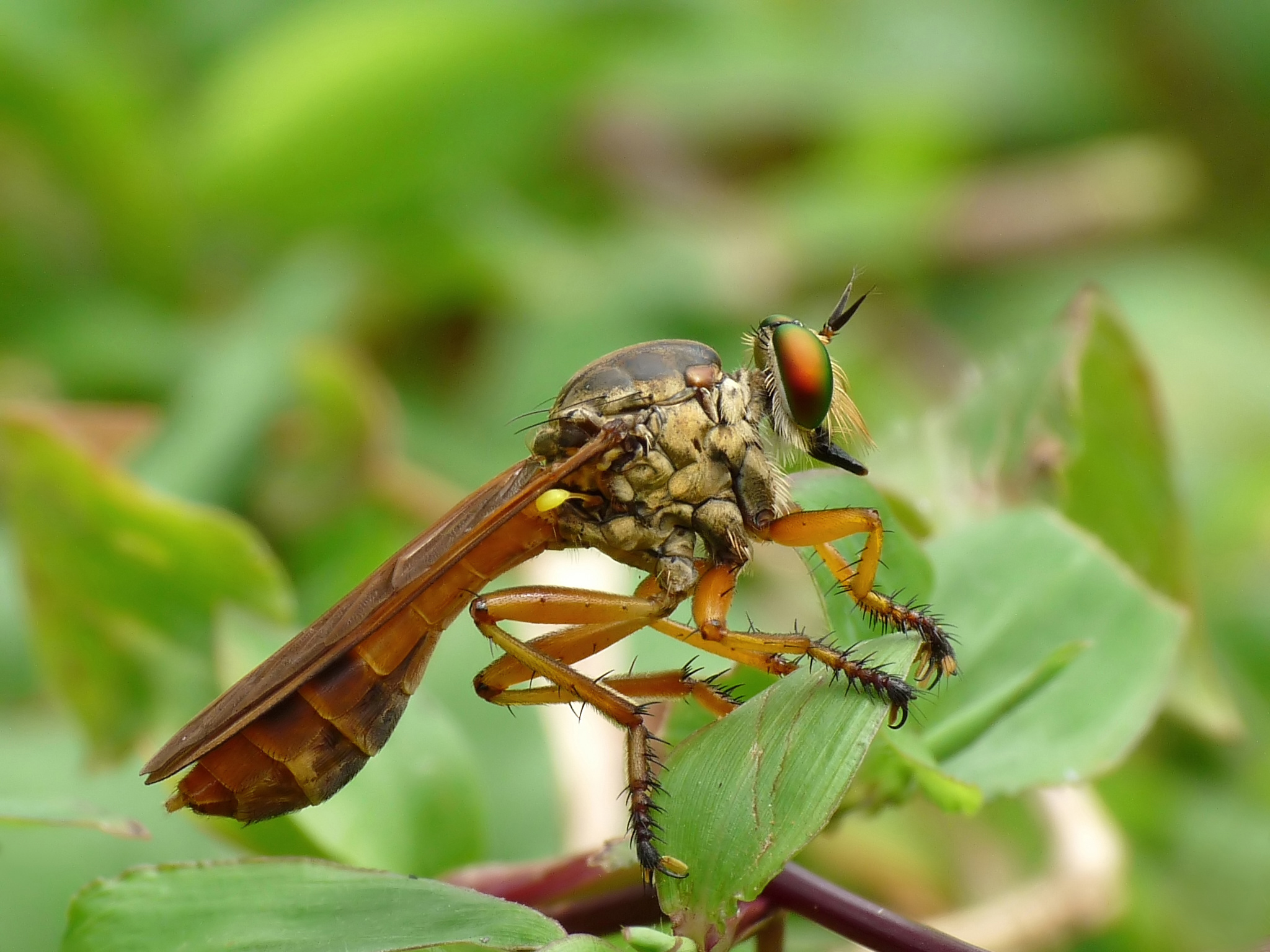
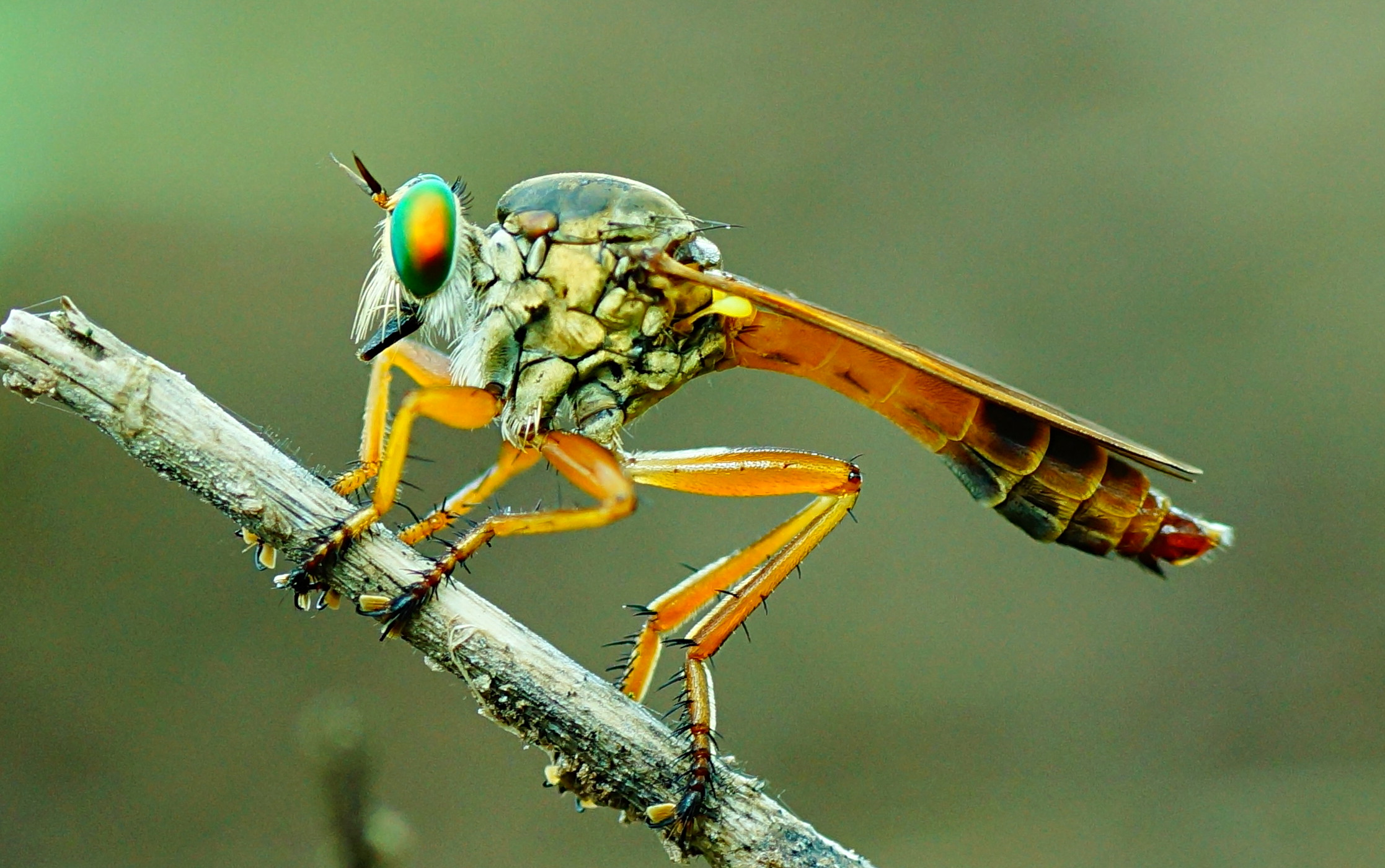
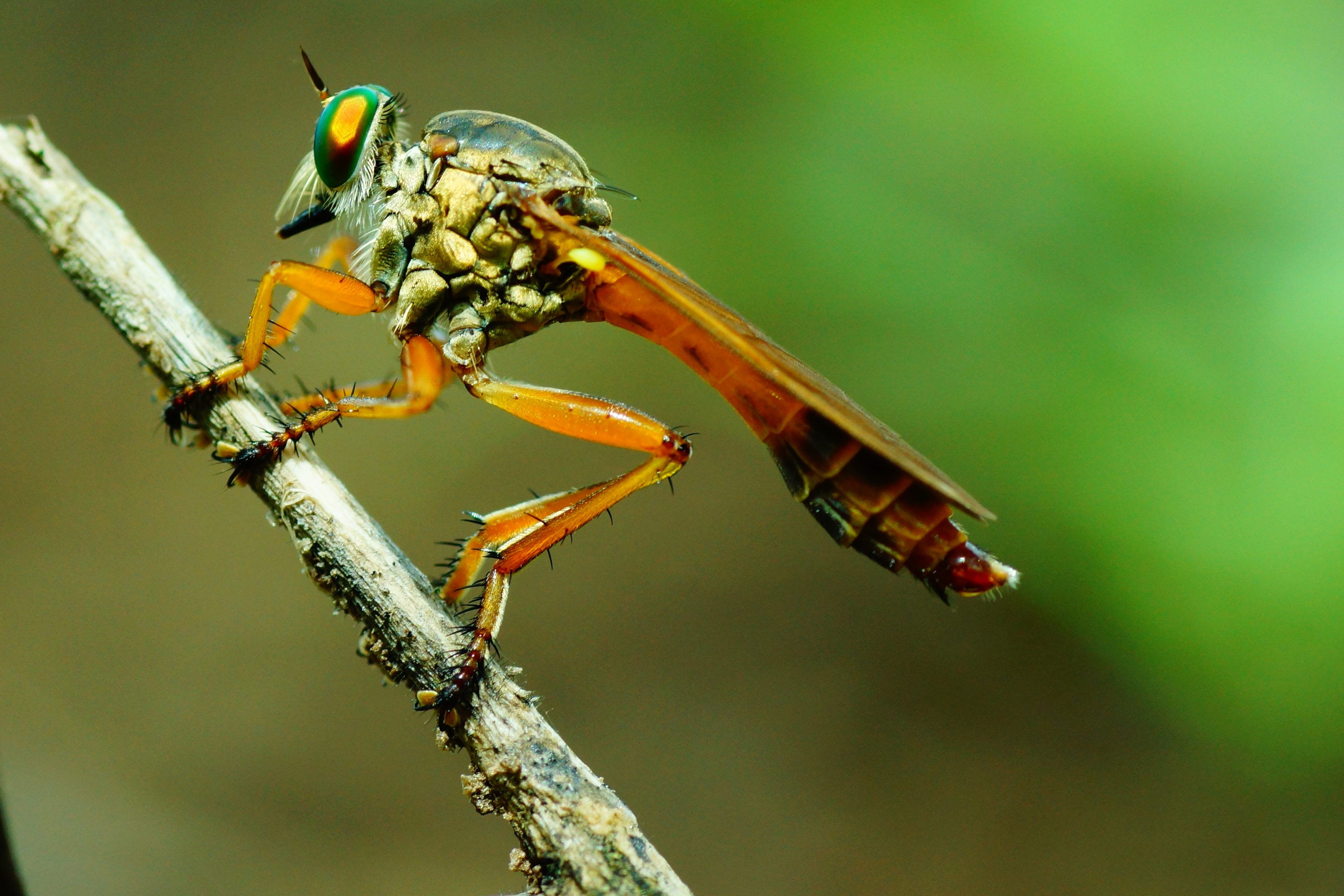